# Maltol
Maltol är ett pyronderivat och en naturligt förekommande organisk förening, som används främst som en smakförstärkare. 

## Egenskaper
Maltol är ett vitt kristallint pulver som är lösligt i varmt vatten, kloroform och andra polära lösningsmedel.
Maltol, liksom liknande 3-hydroxi-4-pyroner såsom kojisyra(en), binder till hårda metalljoner såsom Fe3+, Ga3+, Al3+ och VO2+. På grund av detta kan maltol kraftigt öka aluminiumupptaget i kroppen och öka den orala biotillgängligheten av gallium och järn. 

## Förekomst
Maltol finns i barken på lärkträd, i tallbarr, och rostad malt (från vilken det fått sitt namn). Det uppstår generellt vid upphettning av kolhydrater vid t. ex. stekning och brödbakning.

## Användning
Eftersom maltol har doft av sockervadd och kola används maltol för att ge en söt lukt i dofter. Det bidrar bl. a. till doften av nybakat bröd, och används som smakförstärkare i bröd och kakor.
Det är inte registrerat som livsmedelstillsats inom EU och har därmed inte något e-nummer. I stället är maltol EU-registrerat som en smakkomponent (INS-nummer 636).